# Paul Ficheroulle
Paul Ficheroulle (Lobbes, 26 juli 1956) is een Belgisch voormalig politicus. Hij was lid van het Waals Parlement.

## Levensloop
Burgerlijk ingenieur van opleiding, werd Ficheroulle van 1982 tot 1995 informatief verantwoordelijke bij een fabriek in Péronnes-lez-Binche. Als militant trad hij begin jaren '70 toe tot de PS en werd politiek actief bij de partij. Hierdoor moest hij uiteindelijk stoppen als informatief verantwoordelijke.
Van 1995 tot 2009 was hij voor het arrondissement Charleroi lid van het Waals Parlement en van het Parlement van de Franse Gemeenschap. In het Waals Parlement was hij van 1999 tot 2004 voorzitter van de commissie-Begroting, van 2004 tot 2009 voorzitter van de commissie-Economie en van 2004 tot 2009 secretaris. In 2009 was hij geen kandidaat meer om herkozen te worden.
Ondertussen was hij in 2001 verkozen tot gemeenteraadslid van Charleroi en werd er in 2007 schepen. Van 2011 tot 2012 was hij waarnemend burgemeester van de stad toen burgemeester Jean-Jacques Viseur met gezondheidsproblemen begon te kampen. Toen Viseur in februari 2012 definitief aftrad als burgemeester, was het echter niet Ficheroulle, maar zijn partijgenoot Eric Massin die de nieuwe burgemeester werd. Hierdoor voelde Ficheroulle zich verraden door de PS-afdeling van Charleroi. Hij besloot de politiek te verlaten en al zijn politieke mandaten te beëindigen.
Na zijn politieke loopbaan werd hij informaticaleraar en IT-consultant.